# آجي ماريوس هانسن
آجي ماريوس هانسن (بالدنماركية: Aage Marius Hansen)‏ هو لاعب جمباز فني دنماركي، ولد في 27 سبتمبر 1890 في الدنمارك في مملكة الدنمارك، وتوفي بنفس المكان في 5 مايو 1980.

## وصلات خارجية
- آجي ماريوس هانسن على موقع أوليمبيديا (الإنجليزية)